# ホシササノハベラ
ホシササノハベラ(学名 Pseudolabrus sieboldi，英名Siebold’s wrasse)は、スズキ目ベラ科ササノハベラ属に含まれる海水魚。

## 特徴
従来日本で「ササノハベラ」と呼ばれてきた種のうちのひとつである。雄相(TP)はアカササノハベラとは背面に白色斑が並ぶこと、胸鰭の付け根に黒色斑がないことにより識別できる。雌相(IP)および幼魚は背面に白色斑が並ぶことのほか、眼の下を通る線は胸鰭まで達せず鰓蓋付近で止まることなどにより、アカササノハベラと識別できる。また背鰭や臀鰭は鮮やかに黄色っぽく見える。求愛時の雄は尾鰭が黒っぽく、頭部から体の前半部が青白くなる。

## 分布と生態
青森県の日本海側～屋久島までの日本各地に分布。小笠原諸島や沖縄島では本種は見られず、かわりにアカササノハベラが知られているが、アカササノハベラも沖縄では数が少ない。海外では韓国済州島、台湾に分布する。
浅海からやや深い岩礁域まで広く分布している。

## 記載とシノニム、別名
1997年に東アジア産のササノハベラ属は整理がなされた。従来日本産ササノハベラ属はPseudolabrus japonicus(標準和名：ササノハベラ)のみとされた。しかしLabrus japonicus(＝Pseudolabrus japonicus)の原記載の形質は少なくとも日本産ベラ科魚類のそれとは大きく異なっており、この種は疑問名とされた。東アジアにはホシササノハベラとアカササノハベラの2種が分布するとされ、どちらかの種に「ササノハベラ」という種標準和名をつけると混乱を招くおそれがあるため、両方の種に新しい標準和名がつけられた。アカササノハベラは中国広東をタイプ産地とするPseudolabrus eoethinusと同定され、ホシササノハベラは新種記載がなされた。タイプ産地は愛媛県室手である。
地方名もアカベラ(三崎、熊本)、アブラコ(敦賀)、アブラメ(鹿児島県、富山県魚津)、エビスベラ・エベスベラ(明石、福良、和歌浦など)、ガチガチ(津屋崎)、カマタキ(能登)、クサブ(長崎県)、ゴマンジヨウ(和歌山)、ネコサミ(鮎川)、ノメリコ(萩)、ヒナギゾ(松山)、ムギタネ(高知県沖ノ島)、モイオ(富山県)、ヤナギバ(壱岐)、など多いが、これはアカササノハベラの地方名も含むと考えられている。また長崎県のクサブなどは他のベラ類との混称である。

## ヒトとのかかわり
日本近海に多く生息し、磯釣りや船釣りなどで釣れることがある。ただしいずれも本種を狙って釣ることはないが、それでも煮つけや塩焼きなどで美味な魚である。